# Chef (logiciel)
Pour les articles homonymes, voir Chef.
Chef est un logiciel libre de gestion de configuration écrit en Ruby. Il utilise un langage dédié (appelé domain-specific language ou DSL) en pure-Ruby pour l'écriture de configuration du système d'exploitation sous la forme de « recettes » (recipes) ou de « livres de recettes » (cookbook). Chef a été écrit par Opscode et est publié sous licence open source Apache 2.0.
Chef peut être utilisé en mode client-serveur, ou dans une configuration consolidée nommée « chef-solo ».
La version commerciale du produit est gratuite jusqu’à 5 serveurs, puis commence à 120 $ par mois pour 20 serveurs, et 600 $ par mois pour 100 serveurs.

## Histoire
Chef a été créé par Adam Jacob pour une société de conseil, dont le but était de concevoir des outils de déploiement. 
Devant le potentiel de l'application, Adam Jacob, Jesse Robins, Barry Steinglass, Nathen Haneysmith et Joshua Timberman créent la société chef éditant le logiciel qu'ils appellent du même nom.
Le projet s'appelait à la base marionette, mais comme le nom était trop long, et risquait d'induire des fautes d'orthographe, un nouveau nom fut choisi. Chef correspond à l'idée des recettes (en anglais recipes) par son sens culinaire.
En février 2013, Opscode publie la version 11 de Chef, comprenant une totale réécriture du code en Erlang.
Le 8 septembre 2020, Progress annonce l'acquisition de Chef pour la somme de 220 millions de dollars.

## Systèmes d'exploitation supportés
- AIX
- RHEL/CentOS
- FreeBSD
- OS X
- Solaris
- Microsoft Windows
- Ubuntu
- Arch Linux
- Debian
- Fedora
- Oracle Linux